# Hôtel de Justamond
L'hôtel de Justamond est un bâtiment situé rue Frédéric Mistral, à Bollène, dans le Vaucluse.

## Histoire
L'hôtel de Justamond est un hôtel particulier construit par la famille de Justamond au XVIe siècle. Au siècle suivant, plusieurs travaux d'embellissement sont apportés, tant sur le bâti que dans les jardins à l'italienne. 
L'hôtel de Justamond est inscrit au titre des monuments historiques depuis le 7 décembre 1970.

## En savoir plus